# Lissodelphis
A Lissodelphis az emlősök (Mammalia) osztályának párosujjú patások (Artiodactyla) rendjébe, ezen belül a delfinfélék (Delphinidae) családjába tartozó nem.

## Rendszerezés
A nembe az alábbi 2 élő faj tartozik:
- északi delfin (Lissodelphis borealis) Peale, 1848
- déli delfin (Lissodelphis peronii) Lacépède, 1804

E nembe tartozó delfinek nagyjából fekete színűek, de hasi részük fehér. Azon kevés delfinfélék közé tartoznak, amelyeknek nincs hátúszója. Az állatok kisméretű, karcsú óceáni delfinek. Habár a tudósok már régóta ismerik őket - az északi delfint Titian Peale 1848-ban és a déli delfint Bernard Germain de Lacépède 1804-ben írták le - az életmódjukról és szaporodásukról alig tudnak.

## Előfordulásuk
Az északi delfin elterjedési területe a Csendes-óceán északi részének a mérsékelt övezete, nyugaton Kamcsatkától és Japántól keletre Brit Columbiáig és Alsó-Kalifornig (Baja California). Még nem ismert, hogy ezek az állatok vándorolnak-e rendszeresen. Viszont Kalifornia vizeiben megfigyelték, hogy az északi delfinek a kalmárok után jönnek télen és tavasszal. Nyáron nem lehet látni őket Kalifornia közelében. E faj inkább a nyílt vizeket kedveli. A Föld összes északi delfinjét még nem számolták össze, de becslések szerint Észak-Amerika partjainál körülbelül 14 000 ilyen állat van.
A déli delfin a déli félgömb összes vízében megtalálható. Főleg a Tasman-tengerben figyelhetők meg.

## Megjelenésük
Mindkét faj karcsú, kis, egyenes mellúszókkal és kicsi farokúszóval. Egyik fajnak sincs hátúszója. A Csendes-óceánban az északi delfin az egyetlen delfinfaj ezzel a tulajdonsággal. Hasonlóképpen a déli félgömbön a déli delfin az egyetlen faj ezzel a tulajdonsággal. A két fajt a testükön levő fehér foltokról lehet megkülönböztetni. Mindkét fajnak fehér a hasi része, de a déli delfinnél nagyobb helyet foglal el; a fehér folt átnyúlik az állat oldalára, a mellúszókra, a csőrre és a homlokra.
Az északi delfin hímek körülbelül 220 centiméteresek az ivarérettségük elérésekor; a nőstények 200 centiméteresek. Mindkét nem 10 évesen válik kifejlett állattá. Az újszülött delfinek, körülbelül feleakkorák, mint a szülők. A déli delfin valamivel nagyobb és nehezebb, mint rokona: legfeljebb 250 centiméter hosszú és 100 kilogramm testtömegű; az északi delfin legfeljebb 80-90 kilogrammos. Az állatok körülbelül 40 évig élnek.

## Életmódjuk
Mindkét faj társas állat. Általában több száz egyed van egy csoportban, de néha akár háromezren is összegyűlhetnek. Délen a csapatok sötét delfinnekkel (Lagenorhynchus obscurus) és Globicephala-fajokkal is társulnak, míg északon csendes-óceáni fehérsávos delfinnekkel (Lagenorhynchus obliquidens) „útaznak” együtt. A leggyorsabb úszóállatok közé tartoznak; csúcssebességük meghaladja a 40 km/h is. Időnként nagyon játékosak, és ki-ki szöknek a vízből, vagy farkukkal csapják a vizet, míg máskor nagyon csendesek és alig észrevehetőek. Észrevettek olyan állatokat is, amelyek 7 méteres magasságba szöktek fel.
A Lissodelphis-fajok általában kerülik a hajókat, de azért már megfigyeltek állatokat, amelyek kihasználták a hajók orrvizét.
Eddig nem jegyeztek fel partra vetett északi delfineket, viszont a Chatham-szigeteknél 77 déli delfin került a partra.

## Védelmük
Manapság egyik fajt sem vadásszák, és az eddigi védelmi intézkedéseknek köszönhetően, úgy tűnik, hogy a Lissodelphis-fajok jövője biztosított. Az 1980-as években több tízezer északi delfin gabalyodott bele az úszóhálókba. 1993-ban az Egyesült Nemzetek Szervezete betiltotta az ilyen úszóhálókat. A cetek védelmezői szigorú intézkedéseket tesznek, azért, hogy ez a betiltás legyen betartva.
Az északi delfineket megpróbálták fogságban tartani, de 3 hét után, ismeretlen okok miatt az állatok elpusztultak. Csak egy példány maradt életben 15 hónapig. Eddig a déli delfinnel még nem próbálkoztak.

### Fordítás
- Ez a szócikk részben vagy egészben  a   Right whale dolphin című angol Wikipédia-szócikk ezen változatának fordításán alapul.  Az eredeti cikk szerkesztőit annak laptörténete sorolja fel. Ez a jelzés csupán a megfogalmazás eredetét és a szerzői jogokat jelzi, nem szolgál a cikkben szereplő információk forrásmegjelöléseként.